# Бартлетт (Іллінойс)
Бартлетт (англ. Bartlett) — селище (англ. village) в США, в округах Дюпаж, Кук і Кейн штату Іллінойс. Населення — 41 105 осіб (2020).

## Географія
Бартлетт розташований за координатами 41°57′39″ пн. ш. 88°10′37″ зх. д. / 41.96083° пн. ш. 88.17694° зх. д. (41.960822, -88.177011).  За даними Бюро перепису населення США в 2010 році селище мало площу 41,08 км², з яких 40,47 км² — суходіл та 0,61 км² — водойми.

## Демографія
Згідно з переписом 2010 року, у селищі мешкало 41 208 осіб у 14 073 домогосподарствах у складі 11 111 родини. Густота населення становила 1003 особи/км².  Було 14509 помешкань (353/км²).
Расовий склад населення:
| - 78,6 % — білих - 14,4 % — азіатів - 2,3 % — чорних або афроамериканців - 0,2 % — корінних американців - 2,5 % — осіб інших рас |

До двох чи більше рас належало 1,9 %. Частка іспаномовних становила 8,6 % від усіх жителів.
За віковим діапазоном населення розподілялося таким чином: 27,3 % — особи молодші 18 років, 64,3 % — особи у віці 18—64 років, 8,4 % — особи у віці 65 років та старші. Медіана віку мешканця становила 38,0 року. На 100 осіб жіночої статі у селищі припадало 96,2 чоловіків;  на 100 жінок у віці від 18 років та старших — 92,9 чоловіків також старших 18 років.
Середній дохід на одне домашнє господарство  становив 109 270 доларів США (медіана — 100 105), а середній дохід на одну сім'ю — 119 165 доларів (медіана — 106 292). Медіана доходів становила 70 799 доларів для чоловіків та 55 137 доларів для жінок. За межею бідності перебувало 4,1 % осіб, у тому числі 5,9 % дітей у віці до 18 років та 4,1 % осіб у віці 65 років та старших.
Цивільне працевлаштоване населення становило 22 604 особи. Основні галузі зайнятості: освіта, охорона здоров'я та соціальна допомога — 18,5 %, виробництво — 14,2 %, науковці, спеціалісти, менеджери — 13,1 %, роздрібна торгівля — 12,3 %.